# Amphiope
Amphiope is een geslacht van uitgestorven zee-egels uit de familie Astriclypeidae.

## Soorten
- Amphiope bioculata (Des Moulins, 1835) †
- Amphiope dallonii Lambert, 1931 †
- Amphiope fuchsi Fourtau, 1901 †
- Amphiope labriei Lambert, 1928 †
- Amphiope nuragica Comaschi Caria, 1956 †
- Amphiope truncata Fuchs, 1883 †